# Campania Felix (nave)
La Campania Felix era una nave passeggeri appartenente alla Classe Regione, in servizio con questo nome per la Tirrenia di Navigazione dal 1953 al 1975.

## Caratteristiche
La Campania Felix effettuava servizio misto merci-passeggeri. Poteva trasportare fino a un massimo di 560 passeggeri, i cui spazi erano divisi nelle tradizionali tre classi. Le sistemazioni a disposizione dei passeggeri comprendevano 30 cabine di prima classe (11 dei quali con servizi igienici privati), 33 cabine di seconda classe e 20 di terza classe turistica; erano poi presenti a bordo tre dormitori (uno per donne con 36 posti e due per uomini per complessivi 138 posti) e due cabine dedicate ad eventuali detenuti e ai carabinieri della scorta. I posti letto totali erano 454. Gli spazi comuni per i passeggeri di prima e seconda classe, progettati dal noto architetto Gustavo Pulitzer-Finali, comprendevano un ristorante con 74 posti, un soggiorno - bar con 62 posti, una biblioteca e una sala da gioco, tutti ubicati sul ponte passeggiata, oltre ad un vestibolo con annesso ufficio turistico posizionato sul sottostante ponte di coperta. Sempre sul ponte di coperta erano posti il ristorante ed il soggiorno - bar di terza classe, rispettivamente con 82 e 50 posti. 
La nave era dotata di tre stive per il carico, con una capacità complessiva di 1470 m³, e di un garage, accessibile con scivoli mobili, che poteva ospitare fino a 6 automobili. La propulsione era assicurata da due eliche a passo variabile quadripala; sui due assi erano montati quattro motori Diesel FIAT 486 T a due tempi, sviluppanti una potenza complessiva di 7 200 cavalli a 280 giri/min. La configurazione con due motori per asse fu scelta per garantire una maggiore flessibilità di utilizzo alla nave, in modo da poterla impiegare sia sulle linee principali servite dalla Tirrenia, sia su quelle secondarie.
Nel 1959 la nave fu sottoposta a un primo intervento di ristrutturazione: gli spazi destinati a passeggeri ed equipaggio furono dotati di aria condizionata e fu montato un sistema di stabilizzatori antirollio.
La Campania Felix fu l'unica nave della serie Regione a non essere trasformata in traghetto ro-ro passeggeri, dato l'ormai imminente ingresso in servizio delle navi della Classe Poeta.

## Servizio

Campania Felix in servizio a Civitavecchia

La Campania Felix era la quarta unità di una serie di cinque navi passeggeri, le prime nuove costruzioni per la compagnia statale dopo la Seconda Guerra Mondiale. Fu costruita presso il cantiere navale di Castellammare di Stabia, dove lo scafo fu impostato il 22 luglio 1950. La Campania Felix fu varata il 27 luglio 1952 e il 29 gennaio dell'anno seguente partì per le prove a mare, durante le quali mantenne la velocità media di 19,42 nodi per nove ore. Fu consegnata alla Tirrenia il 21 febbraio 1953 ed entrò in servizio tre giorni più tardi, effettuando il proprio viaggio inaugurale tra Napoli e Cagliari. Nell'aprile 1959 la Campania Felix fu portata presso i cantieri della Società Esercizio Bacini Napoletani, dove fu dotata di stabilizzatori antirollio e di un impianto di condizionamento dell'aria per gli spazi dedicati a passeggeri ed equipaggio.
Ultima unità della classe rimasta in servizio come nave mista merci-passeggeri, da maggio a settembre 1971 fu utilizzata nei collegamenti con la Corsica, coprendo le linee Genova - Bastia e Livorno - Bastia. Fu poi spostata sulla linea circolare Napoli - Cagliari - Palermo fino al 6 settembre 1972, quando fu posta in disarmo. Ormai obsoleta, non rientrò più in servizio e il 25 agosto 1975 fu venduta per la demolizione, partendo per l'ultimo viaggio verso Ortona il 18 settembre.

## Navi gemelle
- Sicilia
- Sardegna
- Calabria
- Lazio